# H-båd
H-båden er en kølbåd med storsejl, fok og spiler. Den blev designet af finnen Hans Groop i 1967 som en erstatning for Folkebåden. I 1971 så Paul Elvstrøm H-bådens potentiale, og med et par mindre ændringer i konstruktionen blev H-båden hurtigt en populær båd til kapsejlads. I 1977 fik båden international status. I dag er H-båden Europas største one-design kølbåd, den næststørste i verden, og den største ikke-olympiske.
Skroget er lavet af glasfiber, og riggen er af aluminium. Båden vejer 1.450 kg sejlklar. I kahytten er der der plads til 3–4 køjer. Cockpittet er selvlænsende. Under kapsejlads sejles båden af 3–4 mand, der tilsammen vejer maks. 300 kg.

## Popularitet
H-båden er mest populær i Finland, Norge, Sverige og Danmark, selvom den også findes i Storbritannien og USA. Populariteten kan forklares ved, at H-båden, ud over at være en god kapsejladsbåd, også sætter sikkerheden højt, og dermed egner sig til familie- og turbåd.
Siden 1967 er der bygget over 5.300 H-både.

## Nært beslægtede både
H-35, H-star, H-30 Netta og H-323 er nært beslægtede med H-båden. Der er bygget 286 H-35’ere.
H’et i H-båd står for Hestia, arnens gudinde, samt hjemmets og familiens beskytter i den græske mytologi, og ikke, som mange fejlagtigt tror, H’et i Hans Groop.
Alle de nævnte både er lavet af Hans Groop.

## Verdensmesterskaber
| År og sted               | Guld                                                                       | Sølv                                                                           | Bronze                                                                         |
| ------------------------ | -------------------------------------------------------------------------- | ------------------------------------------------------------------------------ | ------------------------------------------------------------------------------ |
| 1980 Grömitz             | Danmark · Poul Richard Høj Jensen · Henrik Reese · Theis Palm              | Danmark · Henrik Søderlund · Gustav Anker Sørensen · Steen Nielsen             | Tyskland · Niels Springer ·                                                    |
| 1981                     | Danmark · Jens Christensen · Arne Larsen · Morten Nielsen                  | Danmark · Poul Richard Høj Jensen · Henrik Reese · Flemming Ibsen              | Tyskland · Alexander Hagen · Vincent Hoesch · A. Schweitzer                    |
| 1982 Goldah              | Østrig · Harald Fereberger · Hans Frauscher · H. Gehmayer                  | Tyskland · Horst Nebel · Tripp · Thallmair                                     | Danmark · Jens Christensen · Arne Larsen · Herluf Jørgensen                    |
| 1983                     | Danmark · Poul Richard Høj Jensen · Henrik Reese · Henrik Sørensen         | Danmark · Henrik Søderlund · Gustav Anker Sørensen · Steen Nielsen             | Danmark · Peter Due · Ole Christensen · Sandy Goodall                          |
| 1984                     | Danmark · Morten Nielsen · Niels Henrik Borch · Per Kloster Hansen         | Danmark · Peter Due · Niels Kjeldsen · Ole Christensen                         | Danmark · Tommi Krog Hansen · Jan Krog · Lars Erting                           |
| 1985                     | Danmark · Jens Christensen · Jens Makholm · Josef Resch                    | Østrig · Farthofer · Holler · Holler                                           | Danmark · Henrik Søderlund · Arne Larsen · Leo Sørensen                        |
| 1986                     | Danmark · Herluf Jørgensen · John N Andersen · Ole Johansen                | Tyskland · Gerd Eiermann · Wolfgang Brochardt · Dirk Sundermann                | Danmark · Jesper Bendix · Klavs Bruun · Thomas Søndergaard                     |
| 1987                     | Danmark · Tommi Krog Hansen · Jan Krog · Renato Skov                       | Danmark · Jesper Bank · Steen Secher · Søren Olsen                             | Finland · Matti Rouhiainen · Jari Bremer · G. Tallberg                         |
| 1988 Vänersborg          | Danmark · Jesper Bank · Steen Secher · Søren Olsen                         | Danmark · Henrik Søderlund · Leo Sørensen · Finn Nikolajsen                    | Finland · Henrik Lundberg ·                                                    |
| 1989                     | Danmark · Jesper Bank · Søren Olsen · Steen Secher                         | Tyskland · Vincent Hoesch · Dirk Stadler · Andreas Huber                       | Finland · Marrku Karjalainen · Jukka Karjalainen · H. Keituri                  |
| 1990                     | DDR · Helmar Nauck · Michael Zacharias · Josef Resch                       | Danmark · Morten Nielsen · Niels Henrik Borch · Jan Krog                       | Tyskland · Wolfgang Döring · Janne De Jong · Gerd Wichmann                     |
| 1991                     | Tyskland · Vincent Hoesch · Wolfgang Nothegger · Spiker Janka              | Sverige · Henrik Edman · J. Holst · Peder Edman                                | Tyskland · Dirk Stadler · F. Piotrowski · Thomas Munk                          |
| 1992                     | Tyskland · Vincent Hoesch · Wolfgang Nothegger · Markus Daniel             | Tyskland · Werner Fritz · Charly Zipfer · Thomas Auracher                      | Danmark · Theis Palm · Niels Rasmussen · Thomas Kristensen                     |
| 1993                     | Danmark · Christian Rasmussen · Torjus Gylstorff · Kasper Harnsberg        | Tyskland · Vincent Hoesch · Wolfgang Nothegger · Markus Daniel                 | Danmark · Theis Palm · Henrik Vildenfeldt · Thomas Kristensen                  |
| 1994                     | Tyskland · Vincent Hoesch · Wolfgang Nothegger · Stefan Abel               | Danmark · Theis Palm · Henrik Vildenfeldt · Thomas Kristensen                  | Danmark · Sten Lindberg · Henrik Sørensen · Kim Buhl                           |
| 1995                     | Tyskland · Stefan Meister · Ingo Borkowsky · Jonas Busch                   | Tyskland · Wolfgang Döring · Karsten Bredt · Sönke Durst                       | Schweiz · Kurt Frei · Nils Frei · Peter Rüfli                                  |
| 1996                     | Danmark · Herluf Jørgensen · Christian Pasbjerg · Søren Nielsen            | Sverige · Lars Bergenzaun · Anders Lofqvist · Mirek Stanczuk                   | Sverige · Jan Gustafson · Per Liljenberg · Håkan Olsson                        |
| 1997                     | Sverige · Jan Gustafson · Per Liljenberg · Håkan Olsson                    | Danmark · Herluf Jørgensen · Christian Pasbjerg · Søren Nielsen                | Tyskland · Vincent Hoesch · Stefan Abel · Florian Fendt                        |
| 1998                     | Danmark · Bo Selko · Jonas Pedersen · Niels Sørensen                       | Sverige · Jan Gustafson · Per Liljenberg · Håkan Olsson                        | Danmark · Morten Nielsen · Jan Krog · Per Kloster Hansen                       |
| 1999 Thunersee           | Danmark · Bo Selko · Jonas Pedersen · Niels Sørensen                       | Danmark · Herluf Jørgensen · Christian Pasbjerg · Carsten Pedersen             | Tyskland · Vincent Hoesch · Fendt · Müller                                     |
| 2000                     | Danmark · Theis Palm · Finn Nikolajsen · Lars Christiansen                 | Danmark · Bo Selko · Jonas Pedersen · Kenneth Bøggild                          | Sverige · Anders Olsson · Håkan Olsson · Peter Jønsson                         |
| 2001 Hangö               | Sverige · Jan Gustafson · Mats Dahlander · Olof Lundquist                  | Danmark · Bo Selko · Kenneth Bøggild · Michael Empacher                        | Norge · Ralph Wikstrøm · Svein Andreassen · John Hatch                         |
| 2002 Ebensee             | Østrig · Stefan Frauscher · Peter Heininger · Thomas Linortner             | Tyskland · Dirk Stadler · Nils Ubert · Patrik Purin                            | Østrig · Christian Spießberger · Thomas Lackerbauer · Manfred Schinck          |
| 2003 Ammersee            | Tyskland · Vincent Hoesch · Willi Gerlinger · Michael Lipp                 | Tyskland · Dirk Stadler · Patric Purin · Markus Funke                          | Tyskland · Wolfgang Döring · Thomas Kausen · Norbert Kausen                    |
| 2004 Køge                | Danmark · Morten Nielsen · Niels Borch · Per K. Hansen                     | Danmark · Bo Selko · Claus Höj Jensen · Claus Rossing                          | Sverige · Jan Gustafsson · Karl Kristensen · Lars Kristensen                   |
| 2005 Malcesine           | Sverige · Lars Idmyr · Peter Andersson · Sebastian Christenson             | Danmark · Herluf Jørgensen · Christian Pasbjerg · Lars Wegener                 | Danmark · Morten Nielsen · Per Kloster · Niels Henrik Borch                    |
| 2006 Marstrand           | Danmark · Herluf Jørgensen · Christian Pasbjerg · Lars Wegener             | Holland · Hans Peulen · Patrik Vrancken · René Heijnen                         | Sverige · Lars Idmyr · Peter Andersson · Sebastian Christenson                 |
| 2007 Vierwaldstätter See | Holland · Hans Peulen · Patrik Vrancken · René Heijnen                     | Danmark · Steffen Stegger · Lars Christiansen · Carsten Pedersen               | Danmark · Herluf Jørgensen · Christian Pasbjerg · Lars Wegener                 |
| 2008 Hangö               | Danmark · Claus Höj Jensen · Henrik Olsen · Jacob Guhle                    | Danmark · Steffen Stegger · Lars Christiansen · Carsten Pedersen               | Sverige · Jan Gustafsson · Karl Kristensen · Richard Ivarsson                  |
| 2009 Medemblik           | Danmark · Steffen Stegger · Lars Christiansen · Carsten Pedersen           | Norge · Henrik Edman · Peder Edman · Steinar Solnördal                         | Danmark · Morten Nielsen · Per Kloster · Niels Henrik Borch                    |
| 2021 Struer              | Danmark · Claus Høj Jensen · Frederik Dahl Hansen · Rasmus Jørgen Andresen | Finland · Jan Forsbom                                                          | Danmark · Anders Bertelsen · Anders Lamberg · Christian Schulz · Betina Jepsen |
| 2022 Warnemünde          | Danmark · Claus Høj Jensen · Frederik Dahl Hansen · Rasmus Jørgen Andresen | Danmark · Anders Bertelsen · Morten Kofoged · Christian Schulz · Betina Jepsen | Tyskland · Thomas Kausen                                                       |

- Wikimedia Commons har flere filer relateret til H-båd

| Vandsport/vandtransport | Spire Denne vandsports- eller vandtransportsartikel er en spire som bør udbygges. Du er velkommen til at hjælpe Wikipedia ved at udvide den. |